# فرانك سارفو غيامفي
فرانك سارفو غيامفي (بالإنجليزية: Frank Sarfo-Gyamfi)‏ لاعب كرة قدم غاني ، لعب سابقاً في نادي الصقور السعودي.

## روابط خارجية
فرانك سارفو غيامفي على موقع قاعدة بيانات كرة القدم.إي يو (الإنجليزية)
- فرانك سارفو غيامفي على موقع Soccerway.com (الإنجليزية)